# UKZ
UKZ（ユー・ケー・ズィー）はイギリスのキーボーディスト／エレクトリック・ヴァイオリニストのエディ・ジョブソンを中心に2007年10月に結成された、プログレッシブ・ロック・バンドである。

## 来歴

### 結成
およそ27年間バンド活動から離れていたエディ・ジョブソンは、近年のプログレッシブ・ロック・バンドの再結成の流れを受けて、2006年頃、U.K.の再結成を企画した。しかしオリジナル・メンバーであるジョン・ウェットン、ビル・ブルーフォード、アラン・ホールズワースは、各人の活動のため参加できず、代わりにジョブソンはまったく異なったメンバーで新しいスタイルのプログレッシブ・ロック・バンドを結成することにした。YouTubeでミュージシャンをリサーチし、理想の”仮想のバンド”を構想したジョブソンは、ボーカリストのアーロン・リパート (Aaron Lippert 元Expanding Man)、ウォー・ギター奏者のトレイ・ガン (Trey Gunn 元キング・クリムゾン)、ギタリストのアレックス・マカチェク (Alex Machacek)、ドラマーのマルコ・ミンネマン (Marco Minnemann)らとコンタクトを取り、新バンドUKZを結成した。インターネットを通して世界中から集められたメンバーは、それぞれベルギー、アメリカ、オーストリア、ドイツの国籍を所有しており、メンバー全員が異なる国籍であるという国際色豊かなバンドとなった。

### 活動
バンドは当初、2007年内にリハーサルとレコーディングを済ませ、年明けにアルバムをリリースする予定であったが、メンバーのスケジュールの都合などにより、メンバー全員が実際に顔を合わせたのは2008年の8月であった。同年9月30日にバンドは最初の楽曲「Tu-95」をネット上でリリースし、翌2009年1月1日にはプロモーション・ビデオ「Radiation」をYouTubeで公開した。1月24日にはニューヨークで初のライブを行った。3月24日には前述の2曲を含む4曲入りEP『Radiation』がリリースされた。また同年6月には日本公演も行われた。これはジョブソンにとって、1979年のU.K.での来日公演以来、実に30年ぶりの日本でのライブであった。バンドはUKZの楽曲やメンバーのソロの他、U.K.の代表曲も多く演奏した。
しかし日本公演後、再びバンドは休止状態となった。メンバーはそれぞれのソロ・プロジェクトに専念し、ジョブソン自身も、U-Zプロジェクトを率いて活動するようになった。ジョブソンによれば今後もUKZを存続させ、フル・アルバムをリリースする意思はあると思われるが、2010年現在、実現の目処は立っていない。

## 音楽性
現時点でリリースされた4つの楽曲からバンドの全容を把握することは困難であるが、EPのタイトルであり、プロモーション・ビデオも作られた「Radiation」は、現時点でのUKZの音楽性を象徴する曲であると思われる。同曲はリパートのオルタナティヴ・ロック調のボーカルと、近年のキング・クリムゾンを彷彿とさせるメタリックなサウンドを基調としているが、ミンネマンの技巧的なドラム・ソロや、マカチェクのアラン・ホールズワースを連想させる高速レガートによるソロ、ジョブソンの叙情的なヴァイオリン・ソロなど、メンバー全員の演奏がフィーチャーされている。

## ディスコグラフィ
- Radiation (2009年) ※EP